# Вучкович, Мария
Мария Вучкович (хорв. Marija Vučković; род. 3 июля 1974, Мостар) — хорватский государственный деятель. Член Хорватского демократического содружества. Действующий Министр охраны окружающей среды и зеленого перехода Хорватии с 2024 года. Бывший министр сельского хозяйства Хорватии в 2019-2024 годах.

## Биография
Родилась 3 июля 1974 года в Мостаре в Социалистической Федеративной Республике Югославия (СФРЮ) (ныне Босния и Герцеговина).
В 1997 году окончила экономический факультет Загребского университета, в 2002 году там же окончила магистратуру.
В 2012 году избрана преподавателем Университета Дубровника. В 2016 году стала судебным экспертом по финансам и бухгалтерскому учёту Ассоциации судебных экспертов и оценщиков Хорватии.
В 1998—2000 годах работала в отделе маркетинга порта Плоче, в 2000—2002 годах — начальник коммерческого отдела, в 2002—2004 годах и 2005—2009 годах — начальник коммерческого и финансового отдела по работе с нефтепродуктами.
В 2004—2005 годах — советник Управления международного экономического сотрудничества Министерства иностранных и европейских дел Хорватии.
В 2009—2016 годах — заместитель губернатора жупании Дубровачко-Неретванска. В 2016 году — помощник министра регионального развития и фондов Европейского союза Хорватии. В том же году назначена государственным секретарём в Министерстве сельского хозяйства Хорватии.
Получила портфель министра сельского хозяйства Хорватии в первом кабинете Андрея Пленковича после перестановок на фоне скандала с недвижимостью в июле 2019 года. Сохранила портфель во втором кабинете Андрея Пленковича, сформированном по результатам парламентских выборов в Хорватии 5 июля 2020 года. Состав правительства 23 июля одобрен парламентом Хорватии (Хорватским сабором).
Владеет английским языком.

## Личная жизнь
Замужем, мать троих детей.